# DZTL

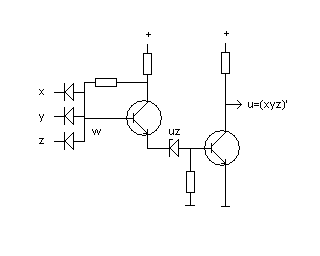
Diod Zenerdiod Transistor Logik

DZTL står för Diod Zenerdiod Transistor Logik och är en logikkretsfamilj där man har ökat störmarginalen med hjälp av en zenerdiod. Logikfamiljen är närbesläktad med DTL. Nivån på signalen w måste ges ett extra tillskott Uz för att utgångstransistorn ska få basström, liktydigt med en väsentligt ökad störmarginal för strypt utgångstransistor.